# Meteorisme
El meteorisme és l'excés de gasos en el tub digestiu i produeix sensació d'abdomen inflamat i espasmes. Per alleujar els símptomes derivats d'aquestes causes s'empren els carminatius o antiflatulents.
Les causes d'aquest problema de salut poden ser diverses:
1. Empassar massa aire quan es menja (aerofàgia), unit al fet de menjar massa de pressa.
2. La producció de gas que de manera natural fan els bacteris de la flora intestinal.
3. Ingesta elevada d'aliments flatulents: col-i-flor, cols de Brussel·les, pèsols, etc.
4. Gran consum d'aliments rics en hidrats de carboni.
5. Períodes posteriors al seguiment de tractaments amb antibiòtics.
6. Com a símptoma de la intolerància a la lactosa.
7. Com a símptoma de problemes de restrenyiment ocasional o crònic.